# Vilanova de la Barca
Vilanova de la Barca è un comune spagnolo di 966 abitanti situato nella comunità autonoma della Catalogna.